# SG Bremen-Ost
Der SG Bremen-Ost (SGBO) ist ein Sportverein mit Sitz im Bremer Ortsteil Arbergen. Die Handball-Mannschaft qualifizierte sich viermal für den DHB-Pokal und spielte in den 1980er bis 1990er Jahren mehrere Spielzeiten in der Regionalliga Nord. 1973 stieg der Verein in die Feldhandball-Bundesliga auf.

## Geschichte

### Gründung
Die Spielgemeinschaft Bremen-Ost (SGBO) wurde am 7. März 1972 durch den Zusammenschluss der Handballabteilungen des TV Mahndorf und TV Arbergen gegründet. Dieser Schritt wurde unternommen, da der Handballsport im Bremer Osten zunehmend an Bedeutung gewann. Ziel war es, durch die Gründung eines weiteren Vereins talentierte Handballspieler optimal zu fördern und den Sport in der Region weiter zu stärken.

#### Erste Fusion
Im Mai 2016 entschieden sich die Mitglieder der Vereine SG Bremen-Ost, TV Arbergen und TV Mahndorf, eine Fusion einzugehen, um einen gemeinsamen Sportverein zu bilden. Später trat auch die Fußballmannschaft des FC Mahndorf als dritter Partner dieser Fusion bei. Das Ergebnis war die Gründung eines großen Sportvereins im Bremer Osten mit über 2.000 Mitgliedern.

#### Zweite Fusion
Am 16. November 2020 wurde die neue Sportgemeinschaft Bremen-Ost (SGBO) durch die rechtliche Verschmelzung der Vereine SG Arbergen-Mahndorf und TuS Vahr gegründet. Dieser Schritt folgte auf die Abstimmungen der beteiligten Vereine im Jahr 2019, die den Zusammenschluss beschlossen hatten. Ziel der Fusion war es, die sportlichen Ressourcen im Bremer Osten zu bündeln und einen zukunftsorientierten Großverein zu schaffen.
Ursprünglich war eine Fusion von vier Vereinen vorgesehen, darunter auch OT Bremen und ATSV Sebaldsbrück. Da jedoch die erforderliche Dreiviertelmehrheit bei den Mitgliedern dieser beiden Vereine nicht erreicht werden konnte, entschieden sich die Vorstände von SG Arbergen-Mahndorf und TuS Vahr, die Fusion dennoch voranzutreiben. Die SGBO setzt somit den Weg der Fusionen fort, der 2016 mit der Gründung der SG Arbergen-Mahndorf durch den Zusammenschluss von TV Arbergen, TV Mahndorf und FC Mahndorf begonnen wurde.

### Feldhandball

#### Aufstieg in die Bundesliga
Die neugegründete Spielgemeinschaft Bremen-Ost meldete 1972 ihre Herrenmannschaft in der Feldhandball-Regionalliga Nord an, der zweithöchsten Spielklasse des Landes. Mit 20:8 Punkten aus 14 Spielen belegte das Team den zweiten Tabellenplatz, was jedoch nicht für den direkten Aufstieg in die Bundesliga ausreichte. Als der Meister der Regionalliga Nord, Grün-Weiß Dankersen, sich jedoch vom Spielbetrieb zurückzog, erhielt die Spielgemeinschaft Bremen-Ost die Chance, in die Bundesliga 1973 aufzusteigen.

#### Teilnahme an der Bundesliga 1973
Am 1. April 1973 um 17 Uhr bestritt die SG Bremen-Ost ihr erstes Ligaspiel in der Feldhandball-Bundesliga, Staffel Nord, gegen den TV Angermund 09, verlor jedoch mit 19:10. Auch das zweite Spiel gegen den TV Oppum 1894 ging mit 9:16 verloren. Erst am dritten Spieltag gelang der SG Bremen-Ost der erste Sieg in der höchsten Spielklasse: Mit einem 14:10-Erfolg über die Feldhandball-Mannschaft von Eintracht Braunschweig sicherte sich die Mannschaft ihren Premierensieg, der vor nur 12 Zuschauern stattfand.
Die Saisonbilanz nach 14 Ligaspielen fiel für einen Aufsteiger solide aus: Mit 4 Siegen und 10 Niederlagen bei einem Torverhältnis von 176:207 und 8:20 Punkten belegte die SG Bremen-Ost den 6. Platz von 8 Teams, vor HSG Westende/Hamborn 07 und Eintracht Braunschweig.

#### Letzten Jahre in der Regionalliga-Nord
Nach einer Umstrukturierung der Feldhandball-Bundesliga durch den DHB wurde die erste Liga in drei separate Regionalligen aufgeteilt, in denen die Teams um die Qualifikation für die Meisterschaftsendrunde kämpften. Die SG Bremen-Ost gehörte zu den 6 Mannschaften in der Regionalliga Nord und erreichte nach 10 Spielen den dritten Tabellenplatz, was jedoch knapp nicht für die Qualifikation zur Endrunde ausreichte. Die sportlich schwächste Saison erlebte der Verein ein Jahr später, 1975, als er den fünften und letzten Platz in der Regionalliga belegte. Im Jahr 1976 wurde die Feldhandball-Mannschaft schließlich abgemeldet.
In der Feldhandball-Bundesliga Ewige Tabelle ist die SG Bremen-Ost auf Platz 30 von 35 Teams.
Die A- und B-Jugend im Feldhandball schaffte es mehrmals in die Oberliga und gewannen die Norddeutsche Meisterschaft.

### Handball

#### Spielzeiten in der Regionalliga Nord
Die Handball-Mannschaft der Männer nahm in den 1980er bis Anfang 1990er Jahren regelmäßig in der Regionalliga Nord, der damals dritthöchsten Spielklasse des Deutschen Handballbund teil. Erstmals in der Regionalliga kickte der Verein in der Saison 1982/83 und gewann gleich am ersten Spieltag gegen TSV Trap ihr erstes Spiel. Das zweite Spiel ging zwar verloren, jedoch nur knapp mit 19:20 gegen den VfL Bad Schwartau. Trotz gutem Start belegte der Verein nach 26 gespielten Spieltagen den letzten Platz und stieg ab. 1986/87 kehrte die SGBO in die Regionalliga zurück und hielt mit Platz 10 knapp die Klasse. Der Verein etablierte sich im Mittelfeld der Liga und schaffte es von 1987 bis 1990 drei Mal hintereinander den siebten Platz zu belegen. 1991/92 war der Verein abstiegsgefährdet, um eine Saison später, 1992/93 mit Platz 4 die beste Platzierung der Vereinsgeschichte zu erreichen. 1994/95 wurde der Verein nur Zwölfter und stieg in die Viertklassigkeit ab.

#### Teilnahmen am DHB-Pokal
1988 nahm die SGBO Hallenhandball-Mannschaft der Männer erstmals am DHB-Pokal teil und besiegte überraschend den Zweitligisten TV Emsdetten mit 22:18. Als Drittligist kam der Verein in die Gruppe Nord, die zweite Runde des Pokals und schied aus, nachdem man gegen TuS Nettelstedt mit 18:22 unterlag. 1988/89 folgte im Oktober die zweite Pokalteilnahme, verlor jedoch gleich in der ersten Runde gegen VfL Hameln. Nach einer Pokalsaison-Pause, war die SGBO 1990/91 erneut beim DHB-Pokal dabei und besiegte in der ersten Runde den VfL Eintracht Hagen mit 24:22. In der nächsten Runde trafen die Bremer auf den SV Blau-Weiß Spandau und schieden aus dem Turnier aus. Die letzte Pokalteilnahme der Handballer war 1997/98, wo man in Runde 1 knapp mit 23:24 die TSG Hatten-Sandkrug besiegte, aber in der Runde 2 GWD Minden unterlagen.

#### Heute
In der Saison 2024/2025 erreichte die 1. Herrenmannschaft der SG Bremen-Ost ihren bisher größten Erfolg im Herrenhandball seit zwei Jahrzehnten. Die Mannschaft wurde Meister der Verbandsliga Nord und stieg damit in die Oberliga Nord auf.
Nach einem umfassenden personellen Umbruch zu Saisonbeginn übernahm mit Luke Pehling (Cheftrainer) und Philipp Grieme (Co-Trainer) ein junges Trainerduo die sportliche Verantwortung. Am Saisonende stand das Team mit nur zwei Niederlagen aus 22 Spielen souverän auf dem ersten Tabellenplatz der Verbandsliga Nord.
Der damit verbundene Aufstieg in die Oberliga Nord markiert den größten Erfolg im Herrenhandball der SG Bremen-Ost seit rund 20 Jahren und wird als Wendepunkt für den leistungsorientierten Handballsport im Bremer Raum gewertet.
In der Saison 2014/15 war der ehemalige Handballprofi Rolf Harjes Trainer der zweiten Mannschaft der Damen.

### Fußball

#### Teilnahme am Landespokal
Die Männer-Fußballmannschaft der SG Bremen-Ost nimmt regelmäßig am Landespokal Bremen teil, hat jedoch bisher nie die erste Runde überstanden. Am erfolgreichsten war der Verein in der Saison 2018/19, als man in einem torreichen Spiel knapp mit 5:6 gegen den SV Lemwerder verlor. In anderen Jahren kam das Team oft frühzeitig aus dem Turnier heraus. Bei ihrer ersten Teilnahme 2016/17 setzte es eine deutliche 0:10-Niederlage gegen den TSV Grolland. Die höchste Niederlage im Bremer Landespokal erlitt die SGBO jedoch in der Saison 2019/20 beim TuS Schwachhausen, als man mit 1:22 unterlag. Auch das jüngste Spiel in der Saison 2024/25 gegen FC Union 60 Bremen endete mit einer zweistelligen Niederlage (0:13). Aktuell spielt die erste Herrenmannschaft der SGBO in der Kreisliga C, der niedrigsten Spielklasse des Bundeslandes.
Neben der ersten Herrenmannschaft gibt es auch Ü50- und Ü40-Mannschaften sowie Junioren-Teams im Verein.

### Basketball
Die Basketball-Mannschaft der Männer nahm 2022/23 an der Regionsliga Süd Lüneburg teil, die dritthöchste Spielklasse in Bremen/Niedersachsen.

### Tischtennis
In der Saison 2023/24 gewann die SG Bremen-Ost die Bezirksoberliga Herren West und stieg somit in die sechstklassige Landesliga Lüneburg auf.

### Andere Sportarten
Auch Sportarten wie Badminton, Gymnastik, Jiu Jitsu, Judo, Karate, Kinderturnen, Nordic Walking, Prellball, Radfahren, Reha, Schwimmen, Tanzsport, Tennis, Tischtennis und Volleyball werden bei der Spielgemeinschaft Bremen-Ost e.V. angeboten.

## Erfolge

### Feldhandball

#### Erste Mannschaft (Männer)
- Aufstieg in die Feldhandball-Bundesliga: 1972/73
- Ewige Tabelle der Feldhandball-Bundesliga: Platz 30 (von 35)

#### A- und B-Junioren
- Norddeutsche Meisterschaft (?): 1980er

### Tischtennis

#### Erste Mannschaft (Männer)
- Bezirksoberligameister (1): 2022/23

## Bekannte Persönlichkeiten
- Rolf Harjes – War 2014/15 Trainer der Reserve-Handballmannschaft der Frauen

- Martin Schmidt – War von 1988 bis 1991 Handballspieler der ersten Mannschaft.

## Stadion
Die Heimspielstätte des Vereins ist die Sportanlage Mahndorfer Deich, mit einer Kapazität von 1000 Zuschauern.